# Jan VI. z Khevenhülleru
Jan VI. z Khevenhülleru (německy Johann VI. Z Khevenhülleru, † 1532, Klis) byl rakouský šlechtic z rodu Khevenhüllerů a důstojník císařské armády.

## Život
Narodil se jako syn Augustina z Khevenhülleru na Aichelbergu a jeho manželky Siguny z Weisspriachu. Měl bratry Kryštofa, Ludvíka a Zikmunda
Se svým bratrem Zikmundem se v roce 1529 účastnil tureckého obléhání Vídně. Oba bratři si vedli pečlivý deník o té památné době a zaznamenali jména šlechticů, kteří pomáhali bránit Vídeň.
V roce 1532 (či 1537) stál Jan v čele vojska císařských oddílů krále Ferdinanda I. o síle 500 mužů, s nímž provedl tažení proti Turkům. Dobyl dvě menší turecké pevnosti u Klisu, poté však byl přepaden pašou Amuratem a Jan a všichni jeho stoupenci byli zabiti.